# Atyriodes janeira
Atyriodes janeira là một loài bướm đêm trong họ Geometridae.